# Baha Men
Baha Men là một nhóm nhạc được thành lập tại Luân Đôn, Anh và chơi thể loại nhạc hiện đại của đất nước Bahamas là Junkanoo. Ngoài ra các thể loại khác là dance, hip hop và reggae.

## Thời kỳ đầu (High Voltage): 1980-1991
Ban nhạc được thành lập tại Luân Đôn (Anh) với tên gọi là High Voltage. Sau một thời gian, đến năm 1991, ban nhạc chuyển tên thành tên như hiện tại, Baha Men.

## Thời kỳ Baha Men: 1991-nay
Sau khi đổi tên thành Baha Men năm 1991, tới năm 1992, ban nhạc phát hành một album mang tên gọi Junkanoo với những âm điệu rất truyền thống.

### Gặt hái thành công
Sau thập niên 1990, Baha Men quyết định thành công trong thập niên 2000 bằng thị hiếu âm nhạc. Họ phát hành bản cover của bài hát "Who Let the Dogs Out?" (ban đầu là của Anslem Douglas). "Who Let the Dogs Out?" đã là một thành công thương mại trên các bảng xếp hạng và là một bài hát thịnh hành ở Mỹ thời bấy giờ.
Ngoài việc phù hợp với thị hiếu âm nhạc trên các bảng xếp hạng, "Who Let the Dogs Out?" còn là một bài hát được đánh giá cao bởi phía phê bình. Ca khúc đã giành được một giải Grammy ở hạng mục Thu âm nhạc nhảy xuất sắc nhất năm 2002. Ngoài ra, nó còn giúp ban nhạc gặt hái nhiều giải thưởng khác như World Music Award, Billboard Music Award, Kids' Choice Award...

## Danh sách đĩa nhạc

### Các album
- Noo (1985)
- High Voltage (1987)
- Kick In The Bahamas (1990)
- Junkanoo (1992)
- Kalik (1994)
- Here We Go Again (1996)
- I Like What I Like (1997)
- Doong Spank (1998)
- Who Let the Dogs Out (2000)
- 2 Zero 0-0 (2001)
- Move It Like This (2002)
- Holla! (2004)

### Các đĩa đơn (singles)
| 1994                                                                | "Dancing in the Moonlight"    | —  | —  | 42 | —  | 18 | —  | —  | —  | —  |                                     | Kalik                 |
| 1995                                                                | "(Just a) Sunny Day'          | —  | —  | —  | —  | 38 | —  | —  | —  | —  |                                     | Kalik                 |
| 1997                                                                | "That's the Way I Do It"      | —  | —  | —  | —  | —  | —  | —  | —  | —  |                                     | I Like What I Like    |
| 2000                                                                | "Who Let the Dogs Out?"       | 1  | 26 | 14 | 6  | 1  | 6  | 3  | 2  | 40 | - Úc: Bạch kim - L.H. Anh: Bạch kim | Who Let the Dogs Out? |
| 2001                                                                | "You All Dat"                 | 8  | 59 | —  | 62 | 21 | 86 | 49 | 14 | 94 | - Úc: Bạch kim                      | Who Let the Dogs Out? |
| 2001                                                                | "The Best Years of Our Lives" | 49 | 66 | —  | —  | —  | 70 | —  | —  | —  |                                     | Move It Like This     |
| 2002                                                                | "Move It Like This"           | 76 | —  | 13 | 76 | 11 | 65 | —  | 16 | —  |                                     | Move It Like This     |
| 2011                                                                | "Go!"                         | —  | —  | —  | —  | —  | —  | —  | —  | —  |                                     | —                     |
| "—" nghĩa là bài hát không xếp hạng/không phát hành tại quốc gia đó |                               |    |    |    |    |    |    |    |    |    |                                     |                       |